# Gare de Coulibœuf
Gare de Coulibœuf vasútállomás Franciaországban, Morteaux-Coulibœuf településen.

## Vasútvonalak
Az állomást az alábbi vasútvonalak érintik:
- Le Mans–Mézidon-vasútvonal
- Coulibœuf - Falaise railway line

## Kapcsolódó állomások
A vasútállomáshoz az alábbi állomások vannak a legközelebb:
- Gare de Saint-Pierre-sur-Dives
- Gare d’Argentan